# Caluquembe
Caluquembe és un municipi de la província de Huíla, creat en 1965. Té una extensió de 3.074 km² i 169.420 habitants segons el cens de 2014. Comprèn les comunes de Sandula, Calepi i Negola. Limita al nord amb el municipi de Ganda, a l'est amb els municipis de Caconda, Chicomba i Matala, al sud amb el municipi de Quipungo i a l'oest amb els municipis de Cacula, Quilengues i Chongoroi.